# 香川幹一
香川 幹一（かがわ かんいち、1904年4月1日 - 1985年5月19日）は、日本の地理学者・地理教育学者。

## 略歴
神奈川県出身。青山師範学校（現・東京学芸大学）卒、渋谷の長谷戸小学校教諭、1924年文検地理科合格。神奈川県立湘南中学校教諭、同教頭。神奈川県立湘南高等学校校長事務取扱。

## 著書
- 『地名の起原』南光社 1928
- 『地理文検の最短路』地平線社 1928
- 『地形学原論』南光社 1929
- 『概観世界地誌』古今書院 1930
- 『略地図描法』古今書院 1930
- 『地形学入門』古今書院 1931
- 『文検地理科短期準備受験法』大明堂書店 1931
- 『世界経済地誌』有文書院 1932
- 『地理の教へ方』古今書院 1932
- 『地理の研究授業』古今書院 1933
- 『日本の地形』古今書院 1933
- 『学校地理科の新経営』古今書院 1934
- 『教材世界地理』古今書院 1934
- 『尋五の地誌』古今書院 1935
- 『新地理書插画指導法 尋5・尋6』古今書院 1936
- 『尋六の地誌』古今書院 1936
- 『地理学入門』古今書院 1936
- 『新地理教授細目及指針』古今書院 1937
- 『これからの地理教育』古今書院 1938
- 『とらはれざる日本地理』古今書院 1938
- 『概観世界地誌』第1-2 古今書院 1937-39
- 『新尋五の地理教育』古今書院 1939
- 『満洲国』古今書院 1940
- 『必携東亜地理 付・アジヤ地理』三省堂 1942
- 『學習日本地圖』古今書院 1947
- 『社会科学習用ベースマップ（基本地図） 』三省堂 1947
- 『概観世界地誌 北米篇』古今書院 1948
- 『社会科人文地理概論』社会科教育研究社 1948
- 『世界の農牧生活』清水書院 中学社会科シリーズ 1948
- 『天然資源』清水書院 中学社会科シリーズ 1948
- 『日本の國土と生活』清水書院 中学社会科シリーズ 1948
- 『日本の土地と生活 小学生の社会科』清水書院 小学社会科学習 1948
- 『交通機關の發達』清水書院 中学社会科シリーズ 1949
- 『最新學生の世界地理』清水書院 1948
- 『人文地理 短期完成』清水書院 1950
- 『學生の日本地理』清水書院 1951
- 『新しい日本地理の話』古今書院 1953
- 『短期総整理人文地理』清水書院 1957
- 『略地図の書き方』古今書院 1957
- 『絵と図で学ぶ世界地理』小学館 中学図説学習シリーズ 1958
- 『絵と図で学ぶ日本地理』小学館 中学図説学習シリーズ 1958
- 『新日本地理』古今書院 1968-70
- 『教材新日本地誌』古今書院 1971

### 共著
- 『小田原地誌』金子俊男共著 古今書院 1941
- 『教科書解説中学歴史 問題解決と整理表解』小山文太郎共著 清水書院 1958
- 『中学政治・経済・社会 教科書解説 問題解決と整理表解』小山文太郎共著 清水書院 1958
- 『中学地理 教科書解説 問題解決と整理表解』小山文太郎共著 清水書院 1958
- 『地理 集約学習』渡辺栄一,落合寿共著 清水書院 1963
- 『日本地理集成 第4 神奈川県の地理』共著 浅香幸雄監修 光文館 1964

## 論文
- 香川幹一「湘南砂丘地帶の漁業」『地理』第5巻第4号、日本地理学会、1942年、522-523頁、doi:10.14866/grj1938.5.522、NAID 130003828388。
- 香川幹一「箱根の地理的一観点」『地理』第2巻第8号、古今書院、1957年8月、ISSN 05779308、NAID 40002439626。
- 香川幹一「産業構造からみた瀬戸内と東海地方」『地理』第12巻第6号、古今書院、1967年6月、99-102頁、ISSN 05779308、NAID 40002438127。
- 香川幹一「生き生きした地理にするために」『地理』第12巻第10号、古今書院、1967年10月、99-102頁、ISSN 05779308、NAID 40002438173。
- 浅香幸雄, 鈴木隆介「香川幹一の地理教育法の特質」『地理』第31巻第6号、古今書院、1986年6月、p82-88、ISSN 05779308、NAID 40002444727。